# Parque nacional Zambezi
El parque nacional Zambezi es un parque nacional ubicado río arriba de las cataratas Victoria en el río Zambeze en Zimbabue. Se separó del parque nacional de las Cataratas Victoria en 1979 y abarca 56000 hectáreas. El parque está dividido en dos por una carretera a Kazungula, que lo divide en un lado fluvial y un lado Chamabonda Vlei. La mayor parte del parque se encuentra dentro de la ecorregión de los bosques del Zambeze y Mopane, mientras que una pequeña porción en el sur está dentro de los bosques de Zambezian Baikiaea.

## Fauna
El parque nacional Zambezi alberga una amplia variedad de grandes mamíferos, tales como el elefante africano, el león, el búfalo del Cabo y el leopardo. Además de estos miembros carismáticos de los "5 grandes", hay manadas de antílopes sable, eland común, cebra común, jirafa sureña, kudu mayor, antílope acuático e impala. Además, aquí se pueden ver muchas especies de vida silvestre más pequeña.
Se han registrado más de 400 especies de aves dentro del parque nacional Zambezi. El búho pescador de Pel, el skimmer africano, el zorzal de collar, el halcón lanner, la garza goliat, la pata de aleta africana, la canastera de roca y la avefría de dedos largos se consideran algunas de las aves especiales del parque. Aparte de las aves y los animales terrestres, en las aguas del parque habitan 75 especies de peces, incluido el famoso pez tigre. El pequeño (pero muy pintoresco) parque nacional Zambezi es un gran destino para una excursión de un día desde las Cataratas Victoria, ya que se encuentra junto a él. También hay varios alojamientos con vista al río Zambezi dentro del parque que ofrecen una verdadera experiencia en la selva. Se ven con regularidad elefantes y búfalos, así como jirafas y cebras. Hay una buena variedad de antílopes, incluidos el cobo de agua, el impala y el sable.

## Acceso
La forma más fácil de acceder al parque nacional Zambezi es a través del camino del río Zambezi, que es una extensa red de carreteras a lo largo de las orillas del Zambezi y se accede a través de la puerta principal. El camino Chamabondo de 25 kilómetros permite que el visitante acceda a la parte sur del parque más salvaje, el mismo comienza 5 kilómetros al sur de la ciudad de Cataratas Victoria; justo al lado de la carretera principal que conecta Cataratas Victoria con Bulawayo.